# غلامعلی رومی
غلامعلی رومی (زادهٔ ۱۳۱۰ در سنندج) خواننده محلی کردی اهل ایران است.

## زندگی
غلامعلی رومی در سال ۱۳۱۰ در شهرستان سنندج متولد شد.
با آغاز شروع دوره متوسطه وی به‌طور تصادفی با سرهنگ دفتری از شاگردان ابوالحسن صبا آشنا می‌شود. به واسطه این آشنایی، پس از چند جلسه تمرین و به دعوت دفتری اولین برنامه خود را در پاییز سال ۱۳۲۷ در رادیو سنندج اجرا می‌کند. این برنامه که آهنگی بود در مایه «سه گاه» به شدت مورد استقبال قرار می‌گیرد و موجب شهرت فراوان او می‌گردد و از آن به بعد تا پایان دوره تحصیل هر هفته در رادیو برنامه اجرا می‌کند و همزمان آموختن ردیفهای آوازی را زیر نظر دفتری و سروان ناظری آغاز می‌کند.
پس از پایان دوره متوسطه برای ادامه تحصیل در رشته ادبیات فارسی راهی تهران می‌شود. وی در ضمن تحصیل به واسطه آشنایی با محمد بهارلو (رئیس ارکستر برنامه ارتش) وارد رادیو می‌شود. در این میان آموختن ردیفهای آوازی را نزد استادانی همچون: محمود کریمی و غلامحسین بنان ادامه می‌دهد.
وی با هنرمندانی نظیر: محمد میرنقیبی، محمد بهارلو، مجید وفادار و مشیر همایون شهردار همکاری داشته و حدود ۷۵ ترانه و تصنیف محلی خوانده که اکثر آنها ترانه‌های اصیل و محلی کردی بوده‌است.

## برخی آثار غلامعلی رومی
|   | نام ترانه                    | ترانه‌سرا             | تنظیم‌کننده و ارکستر | سال انتشار | ناشر            | مشخصات صفحه                                          |
| - | ---------------------------- | -------------------- | ------------------- | ---------- | --------------- | ---------------------------------------------------- |
| ۱ | می‌سوزم (آهنگ محلی)           | رحیم معینی کرمانشاهی | مجید وفادار         | ۱۳۳۷       | شرکت «آهنگ روز» | صفحه ۴۵ دور با لیبل «آهنگ» به شماره کاتالوگ IR 186 A |
| ۲ | نازت به (آهنگ محلی)          | هدایت الله نیر سینا  | مجید وفادار         | ۱۳۳۷       | شرکت «آهنگ روز» | صفحه ۴۵ دور با لیبل «آهنگ» به شماره کاتالوگ IR 186 B |
| ۳ | آخ لیل و داخ لیل (آهنگ محلی) | تورج نگهبان          | مجید وفادار         | ۱۳۳۷       | شرکت «آهنگ روز» | صفحه ۴۵ دور با لیبل «آهنگ» به شماره کاتالوگ IR 188 A |